# Poaspis cunhii
Poaspis cunhii är en insektsart som först beskrevs av Alfred Serge Balachowsky 1937.  Poaspis cunhii ingår i släktet Poaspis och familjen skålsköldlöss. Inga underarter finns listade i Catalogue of Life.